# Waleri Dmitrijewitsch Bolotow

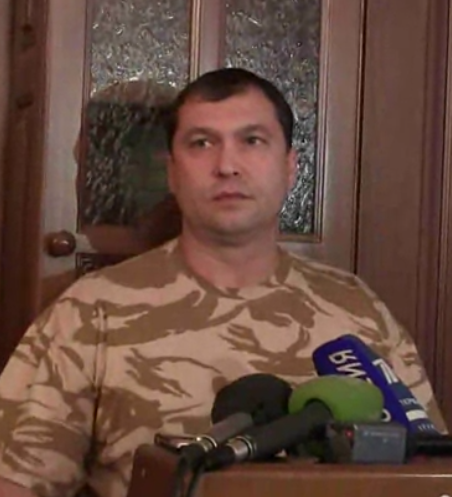
Waleri Dmitrijewitsch Bolotow, 2017

Waleri Dmitrijewitsch Bolotow (russisch Валерий Дмитриевич Болотов; * 13. Februar 1970; † 27. Januar 2017) war ein ukrainischer prorussischer Aktivist. Er wurde zu einer prominenten Figur des Kriegs im Donbass, als Bolotow 2014 zum „Volksgouverneur“ der international nicht anerkannten Volksrepublik Lugansk gewählt wurde. 2017 wurde er tot in seiner Wohnung in Moskau aufgefunden. Die Todesursache ist umstritten.

## Biografie

### Leben in der Sowjetunion
Über sein Leben vor 2014 ist wenig bekannt. In einem Video von ihm sieht man einen ukrainischen Pass, der zeigt, dass Bolotow in Taganrog, Oblast Rostow am 13. Februar 1970 geboren wurde. Mit vier Jahren zog er nach Kadijiwka (heute Stachanow), Oblast Luhansk in der östlichen Ukraine.
Bolotow behauptete Teil der sowjetischen Transportfliegerkräfte in Wizebsk gewesen zu sein (wahrscheinlich die 103. Division), und zwischen 1989 und 1990 in verschiedenen Konflikten mitgewirkt zu haben unter anderem in Tiflis, oder Jerewan.

### Zeit nach der Sowjetunion
Später wurde er Leiter einer Fleischfabrik und hatte ein eigenes Unternehmen.
Vor den Unruhen in der Ukraine war Bolotow ein Partner Oleksandr Jefremows, welcher illegalen Bergbau in der Region betrieb.
Im Jahr 2014 wurde Bolotow Chef einer militärischen Organisation im Zuge der Unruhen im Land. Am 1. Mai 2014 feuerten Angreifer auf Bolotows Auto. Er wurde verwundet, überlebte jedoch. Am 17. Mai wurde er kurz von der ukrainischen Armee festgehalten, nachdem er in einem russischen Krankenhaus medizinisch versorgt wurde und nach Lugansk zurückreisen wollte. Unterstützer der Volksrepublik Luhansk griffen allerdings den Stützpunkt an, in dem Bolotow gefangen gehalten wurde und befreiten ihn. Am 14. August 2014 trat er als „Volksgouverneur“ zurück.

### Tod und Nachleben
Bolotow wurde am 27. Januar 2017 in seiner Wohnung in Moskau tot aufgefunden. Ein Herzversagen wurde als offizielle Todesursache festgestellt. Seine Frau sagte später aus, dass Bolotow vergiftet worden sei. Ein Bericht der Polizei legt offen, dass keine offensichtlichen Anzeichen eines Herzversagens vorgelegen haben. Bolotow soll sich kurz vor seinem Tod noch bei seiner Frau wegen gesundheitlicher Probleme beklagt haben, welche kurz nach einem Treffen mit zwei Bekannten Bolotows eintraten. Das Treffen wurde jedoch von Bolotow selbst angestrebt. Der Leichnam wurde später auf Gift getestet, das Ergebnis wurde nicht publiziert. Seine Witwe hat zwei Kinder.